# Xe cơ giới

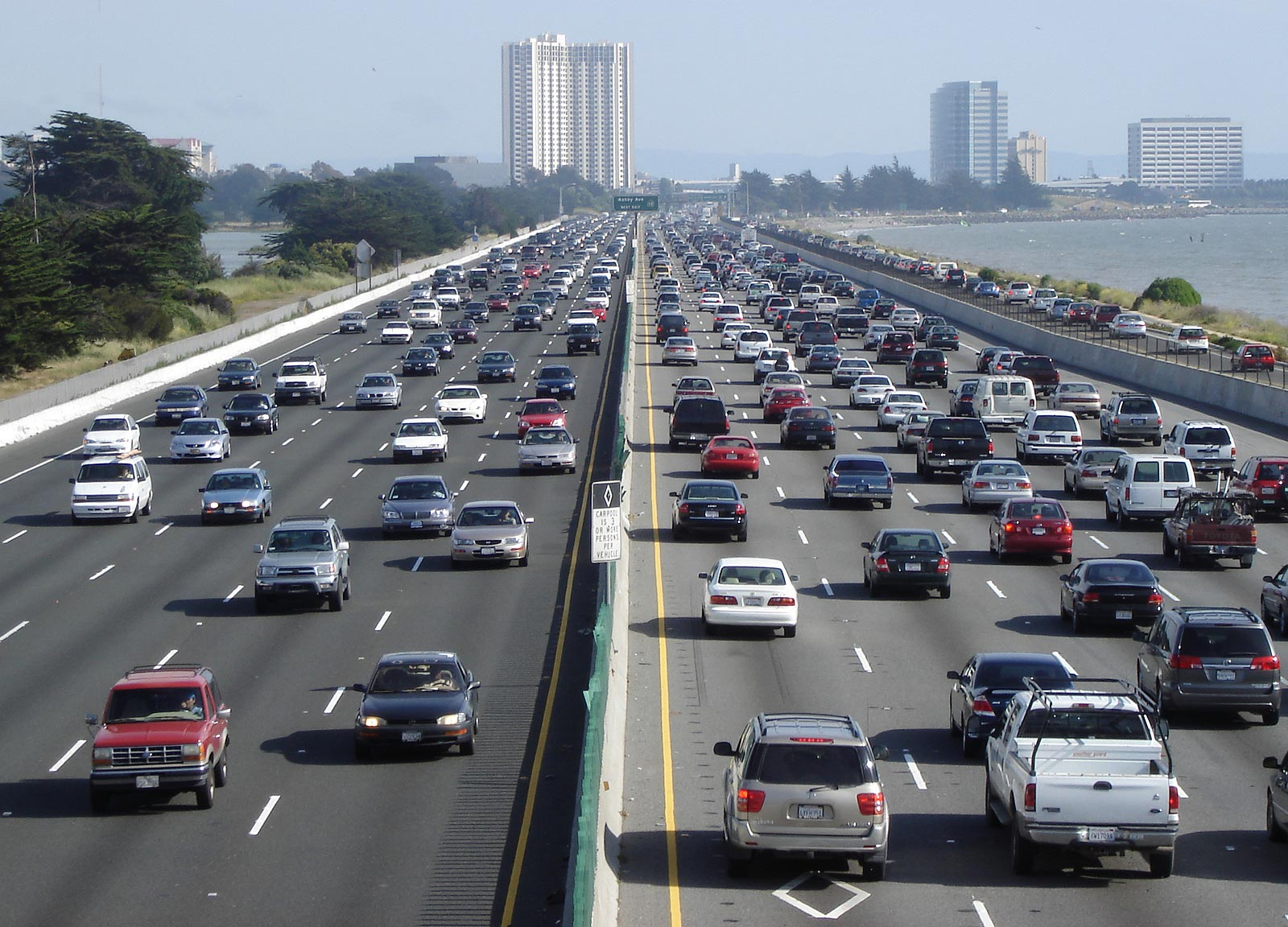
Tại Hoa Kỳ, tỉ lệ sở hữu xe cơ giới trên mỗi người cao nhất thế giới, với 832 xe hoạt động (VIO) trên mỗi 1000 người vào năm 2016.

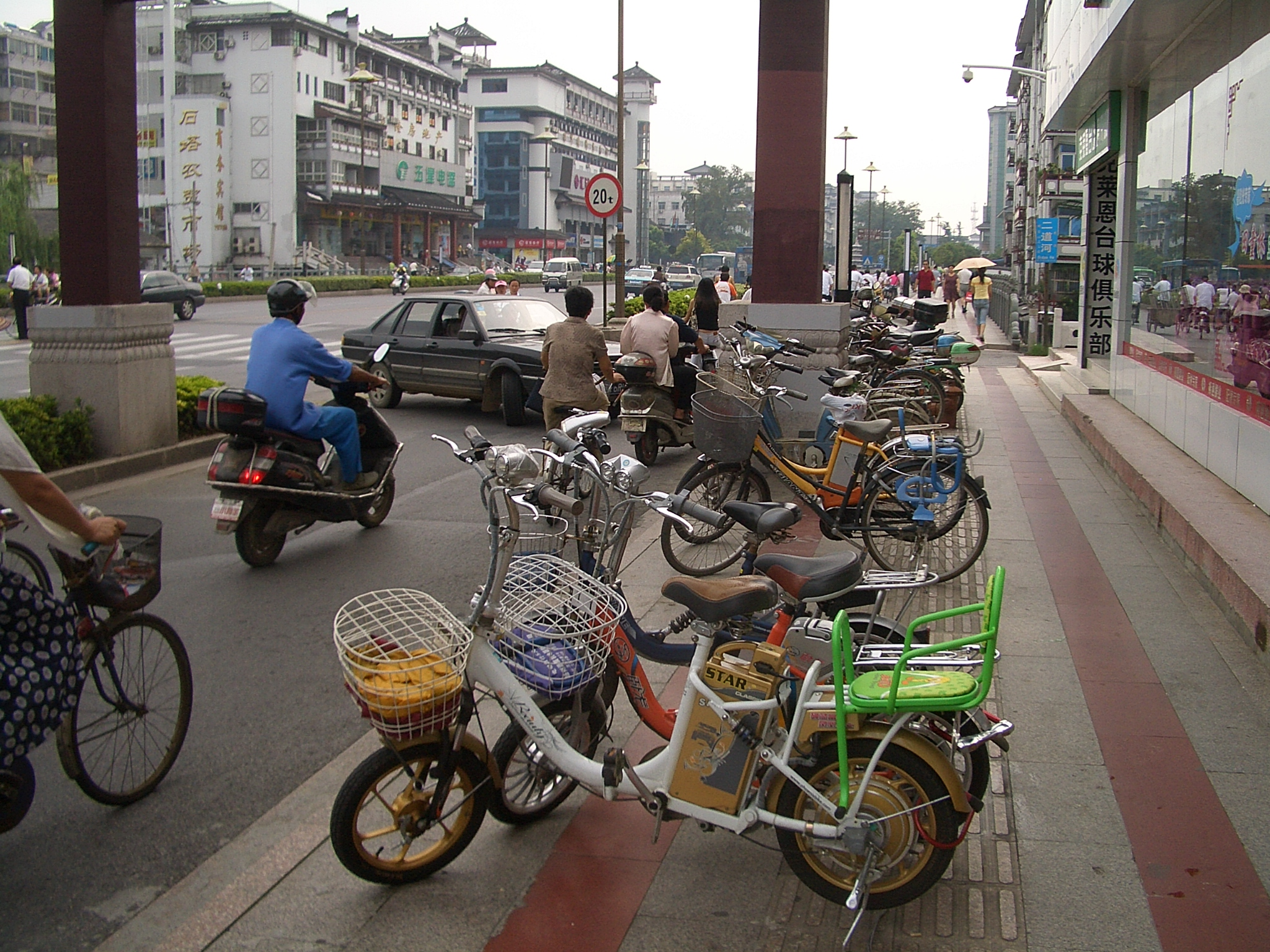
Những chiếc xe đạp điện được đậu dọc con đường chính Wenchang Lu ở Yangzhou. Chúng thường xuất hiện nhiều trong thành phố này, thậm chí có nơi chúng vượt qua cả số lượng xe đạp thông thường.

Xe cơ giới, còn gọi là phương tiện cơ giới hoặc phương tiện ô tô, mô tô, xe gắn máy, là một phương tiện di chuyển trên mặt đất, thường có bánh xe, không di chuyển trên đường ray (như tàu hỏa hoặc xe điện) và được dùng để vận chuyển người hoặc hàng hóa.
Sự thúc đẩy của phương tiện di chuyển được thực hiện bằng một động cơ hoặc động cơ, thường là động cơ đốt trong hoặc động cơ điện, hoặc một sự kết hợp cả hai loại, như các loại xe hybrid điện và xe hybrid có cắm điện. Theo pháp lý, xe cơ giới thường được phân thành nhiều loại bao gồm xe ô tô, xe buýt, xe máy, xe cơ giới địa hình, xe tải nhẹ và xe tải thông thường. Các loại này thay đổi tùy theo quy định pháp luật của từng quốc gia. Tiêu chuẩn ISO 3833:1977 định nghĩa các loại phương tiện đường bộ và thuật ngữ liên quan. Thông thường, để không yêu cầu những người có khuyết tật phải có bằng lái để sử dụng và không cần phải đăng ký hay mua bảo hiểm, các loại xe lăn điện được miễn khỏi định nghĩa xe cơ giới theo luật pháp.
Đến năm 2011, có hơn một tỷ xe cơ giới đang hoạt động trên toàn thế giới, không tính các xe không hoạt động trên đường và máy móc công trình nặng. Ước tính của tờ báo Ward's từ Hoa Kỳ vào năm 2019 cho biết có 1,4 tỷ xe cơ giới đang hoạt động trên toàn cầu.
Tỉ lệ sở hữu xe cơ giới trên mỗi người trên toàn cầu vào năm 2010 là 148 xe hoạt động (VIO) trên mỗi 1000 người. Trung Quốc có số lượng xe cơ giới đăng ký lớn nhất trên thế giới, với tổng cộng 322 triệu xe cơ giới đăng ký vào cuối tháng 9 năm 2018. Hoa Kỳ sở hữu tỷ lệ xe cơ giới trên mỗi người cao nhất thế giới, với 832 xe hoạt động trên mỗi 1000 người vào năm 2016. Thêm vào đó, từ năm 2009, Trung Quốc đã trở thành thị trường xe hơi mới lớn nhất toàn cầu. Năm 2011, tổng số lượng 80 triệu chiếc xe ô tô và phương tiện thương mại đã được sản xuất, trong đó Trung Quốc đứng đầu với tổng cộng 18,5 triệu xe cơ giới được sản xuất.

## Xu hướng sở hữu xe cơ giới

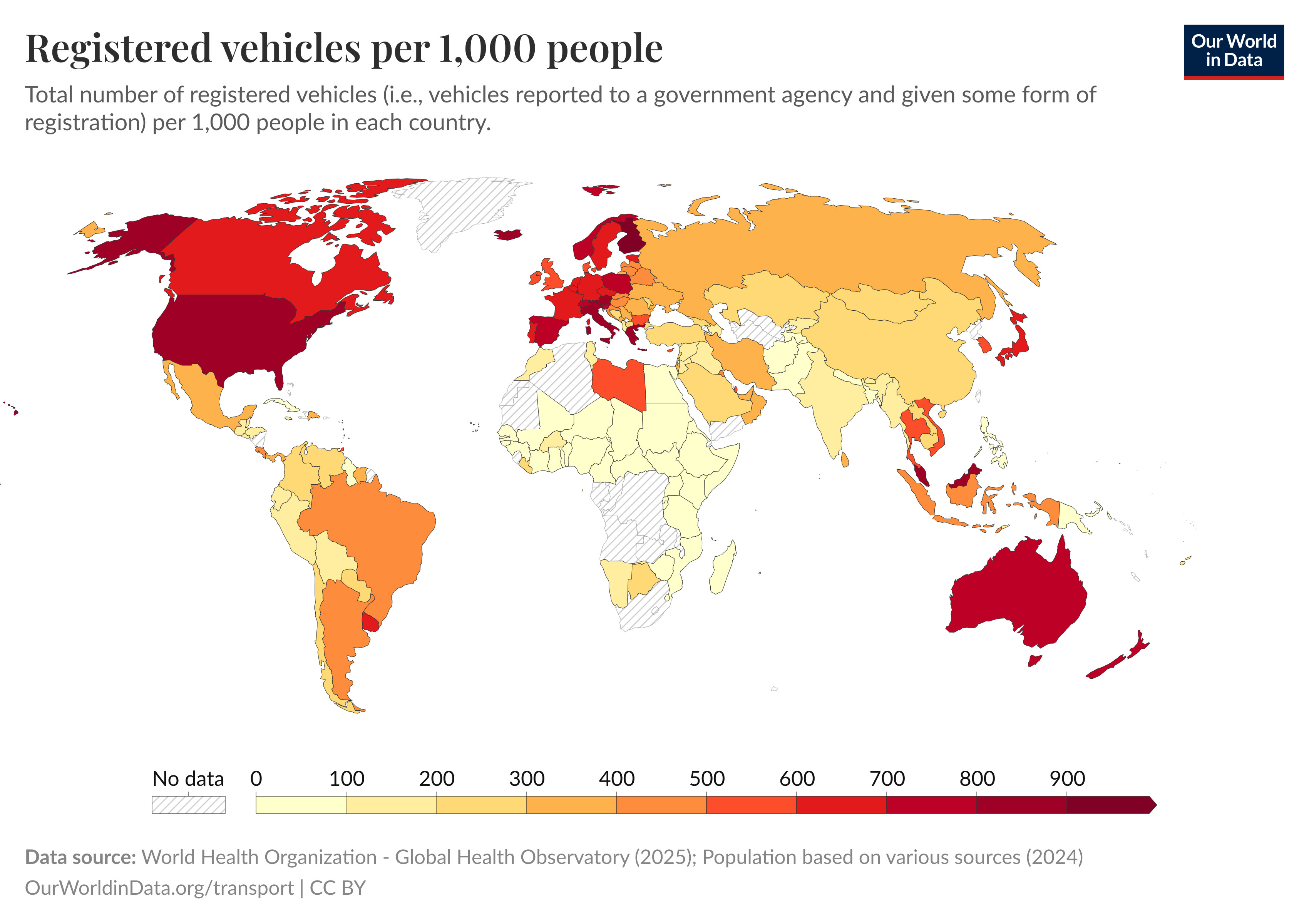
Sở hữu xe cơ giới trên mỗi 1000 dân vào năm 2014

Theo ước tính của tờ báo Mỹ Ward's, tính đến năm 2010, có khoảng 1.015 tỷ xe cơ giới đang hoạt động trên toàn thế giới. Con số này bao gồm các ô tô, xe tải (nhẹ, trung bình và nặng), và xe buýt, nhưng không tính các xe không di chuyển trên đường (off-road) hay thiết bị xây dựng nặng. Tổng số xe cơ giới trên toàn cầu vượt qua con số 500 triệu vào năm 1986, từ 250 triệu xe cơ giới vào năm 1970. Trong khoảng thời gian từ năm 1950 đến 1970, số lượng xe tăng gấp đôi gần như mỗi 10 năm. Dự báo từ Navigant Consulting cho biết dân số xe cơ giới nhẹ trên toàn cầu sẽ đạt 2 tỷ đơn vị vào năm 2035.
Tính đến năm 2010, tỷ lệ sở hữu xe cơ giới trên toàn cầu là 148 xe đang hoạt động trên mỗi 1000 người, tương đương với tỷ lệ 1:6.75 xe cơ giới trên mỗi người. Con số này giảm nhẹ so với năm 2009, khi tỷ lệ là 150 xe cơ giới trên mỗi 1000 người, tỷ lệ 1:6.63 xe cơ giới trên mỗi người. Tỷ lệ sở hữu xe cơ giới trên toàn cầu tăng lên 174 xe đang hoạt động trên mỗi 1000 người vào năm 2013. Ở các quốc gia đang phát triển, tỷ lệ sở hữu xe cơ giới hiếm khi vượt quá 200 ô tô trên 1000 dân.
Dưới đây là bảng tóm tắt sự phát triển đăng ký xe cơ giới trên toàn thế giới từ năm 1960 đến năm 2019:
| Xu hướng lịch sử về đăng ký phương tiện di chuyển trên toàn thế giới 1960-2017 (nghìn)                                                                                               | Xu hướng lịch sử về đăng ký phương tiện di chuyển trên toàn thế giới 1960-2017 (nghìn) | Xu hướng lịch sử về đăng ký phương tiện di chuyển trên toàn thế giới 1960-2017 (nghìn) | Xu hướng lịch sử về đăng ký phương tiện di chuyển trên toàn thế giới 1960-2017 (nghìn) | Xu hướng lịch sử về đăng ký phương tiện di chuyển trên toàn thế giới 1960-2017 (nghìn) | Xu hướng lịch sử về đăng ký phương tiện di chuyển trên toàn thế giới 1960-2017 (nghìn) | Xu hướng lịch sử về đăng ký phương tiện di chuyển trên toàn thế giới 1960-2017 (nghìn) | Xu hướng lịch sử về đăng ký phương tiện di chuyển trên toàn thế giới 1960-2017 (nghìn) | Xu hướng lịch sử về đăng ký phương tiện di chuyển trên toàn thế giới 1960-2017 (nghìn) | Xu hướng lịch sử về đăng ký phương tiện di chuyển trên toàn thế giới 1960-2017 (nghìn) | Xu hướng lịch sử về đăng ký phương tiện di chuyển trên toàn thế giới 1960-2017 (nghìn) | Xu hướng lịch sử về đăng ký phương tiện di chuyển trên toàn thế giới 1960-2017 (nghìn) | Xu hướng lịch sử về đăng ký phương tiện di chuyển trên toàn thế giới 1960-2017 (nghìn) |
| Loại phương tiện | 1960                                                                                   | 1970                                                                                   | 1980                                                                                   | 1990                                                                                   | 2000                                                                                   | 2005                                                                                   | 2010                                                                                   | 2015                                                                                   | 2016                                                                                   | 2017                                                                                   | 2018                                                                                   | 2019                                                                                   |
| --- | -------------------------------------------------------------------------------------- | -------------------------------------------------------------------------------------- | -------------------------------------------------------------------------------------- | -------------------------------------------------------------------------------------- | -------------------------------------------------------------------------------------- | -------------------------------------------------------------------------------------- | -------------------------------------------------------------------------------------- | -------------------------------------------------------------------------------------- | -------------------------------------------------------------------------------------- | -------------------------------------------------------------------------------------- | -------------------------------------------------------------------------------------- | -------------------------------------------------------------------------------------- |
| Đăng ký xe ô tô(1) | 98,305                                                                                 | 193,479                                                                                | 320,390                                                                                | 444,900                                                                                | 548,558                                                                                | 617,914                                                                                | 723,567                                                                                | 931,260                                                                                | 973,353                                                                                | 1,015,643                                                                              | 1,042,274                                                                              | 1,083,528                                                                              |
| Đăng ký xe tải và xe buýt | 28,583                                                                                 | 52,899                                                                                 | 90,592                                                                                 | 138,082                                                                                | 203,272                                                                                | 245,798                                                                                | 309,395                                                                                | 332,434                                                                                | 348,919                                                                                | 356,044                                                                                | 389,174                                                                                | 406,770                                                                                |
| Tổng cộng toàn cầu | 126,888                                                                                | 246,378                                                                                | 410,982                                                                                | 582,982                                                                                | 751,830                                                                                | 863,712                                                                                | 1,032,962                                                                              | 1,263,694                                                                              | 1,322,272                                                                              | 1,371,687                                                                              | 1,431,448                                                                              | 1,490,298                                                                              |
| Ghi chú (1) Số đăng ký xe ô tô không bao gồm các xe tải nhẹ (SUV, xe MPV và xe bán tải) ở Hoa Kỳ được sử dụng cho du lịch cá nhân. Hoa Kỳ tính các loại xe này vào danh sách xe tải. |                                                                                        |                                                                                        |                                                                                        |                                                                                        |                                                                                        |                                                                                        |                                                                                        |                                                                                        |                                                                                        |                                                                                        |                                                                                        |                                                                                        |

Nhiên liệu thay thế và sự áp dụng công nghệ cho xe cơ giới

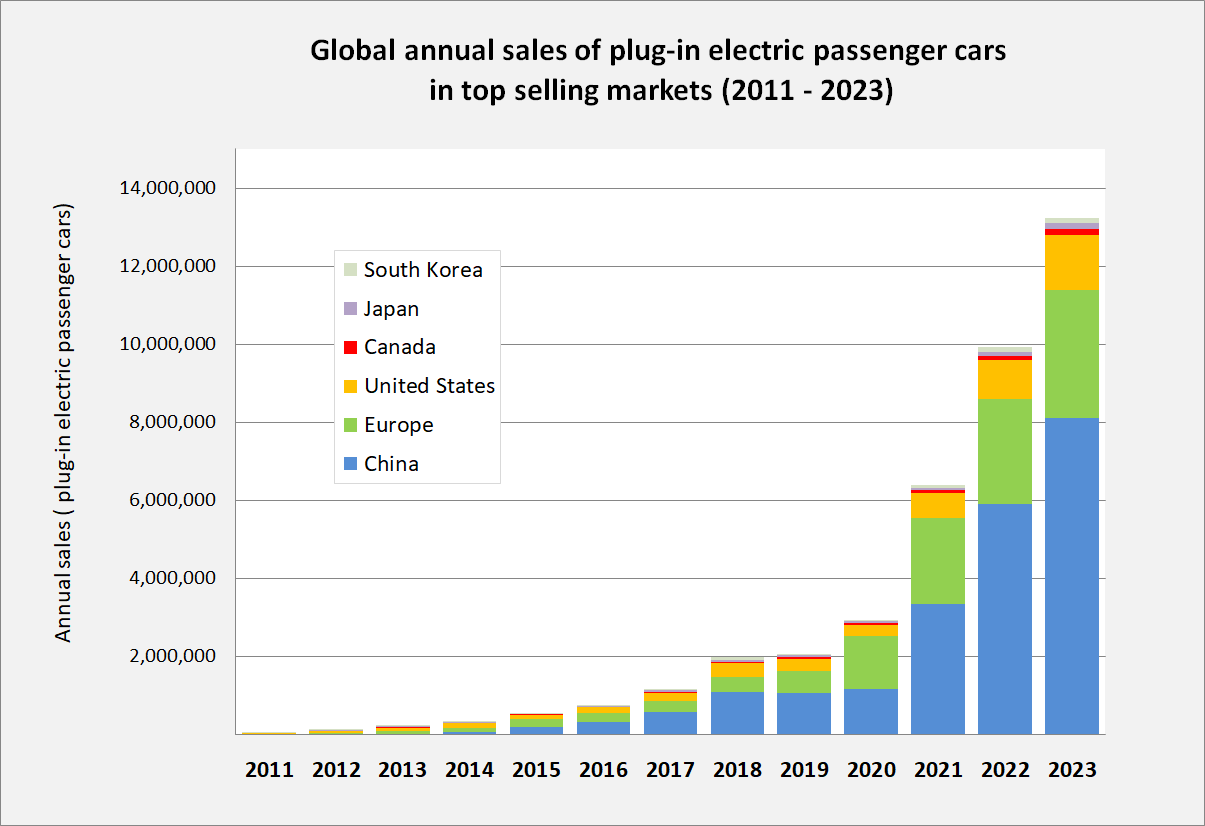
Doanh số bán hàng hàng năm của các xe hạng hành khách điện cắm sạc trên các thị trường hàng đầu thế giới từ 2011 đến 2022

Kể từ đầu những năm 2000, số lượng các xe sử dụng nhiên liệu thay thế đã tăng lên nhờ sự quan tâm của nhiều chính phủ trong việc khuyến khích việc áp dụng rộng rãi thông qua các khoản hỗ trợ công cộng và các khuyến khích không phải là tiền bạc. Các chính phủ đã áp dụng những chính sách này do sự kết hợp của nhiều yếu tố như quan tâm đến môi trường, giá dầu cao, và sự giảm thiểu sự phụ thuộc vào dầu nhập khẩu.
Trong số các loại nhiên liệu khác ngoài các nhiên liệu truyền thống như xăng hoặc dầu diesel, và các công nghệ thay thế để cung cấp năng lượng cho động cơ xe cơ giới, những lựa chọn phổ biến nhất được khuyến khích bởi các chính phủ khác nhau bao gồm: xe chạy bằng khí tự nhiên, xe chạy bằng khí gas hóa lỏng (LPG), xe đa nhiên liệu, sử dụng nhiên liệu sinh học, xe hybrid điện, xe hybrid cắm điện, xe điện, và xe chạy bằng tế bào nhiên liệu hydro.
Kể từ những năm cuối thập kỷ 2000, Trung Quốc, các nước châu Âu, Hoa Kỳ, Canada, Nhật Bản và các quốc gia phát triển khác đã áp dụng các chính sách khuyến khích mạnh mẽ nhằm thúc đẩy việc sử dụng xe chạy bằng điện cắm sạc. Đến nay (2020), tổng số xe hạng nhẹ sử dụng điện cắm sạc đã vượt qua con số 10 triệu đơn vị. Tính đến năm 2019, phân khúc xe thương mại trung và nặng đã đóng góp thêm 700,000 đơn vị vào tổng số xe điện cắm sạc toàn cầu. Trong năm 2020, tỷ lệ thị phần của doanh số bán xe hạng hành khách điện cắm sạc đạt 4,2%, tăng từ 2,5% trong năm 2019. Tuy vậy, mặc dù có sự hỗ trợ từ chính phủ và sự tăng trưởng nhanh chóng, phân khúc xe điện cắm sạc vẫn chỉ chiếm khoảng 1 trong số 250 xe (0,4%) trên các đường trên thế giới vào cuối năm 2018.

### Trung Quốc

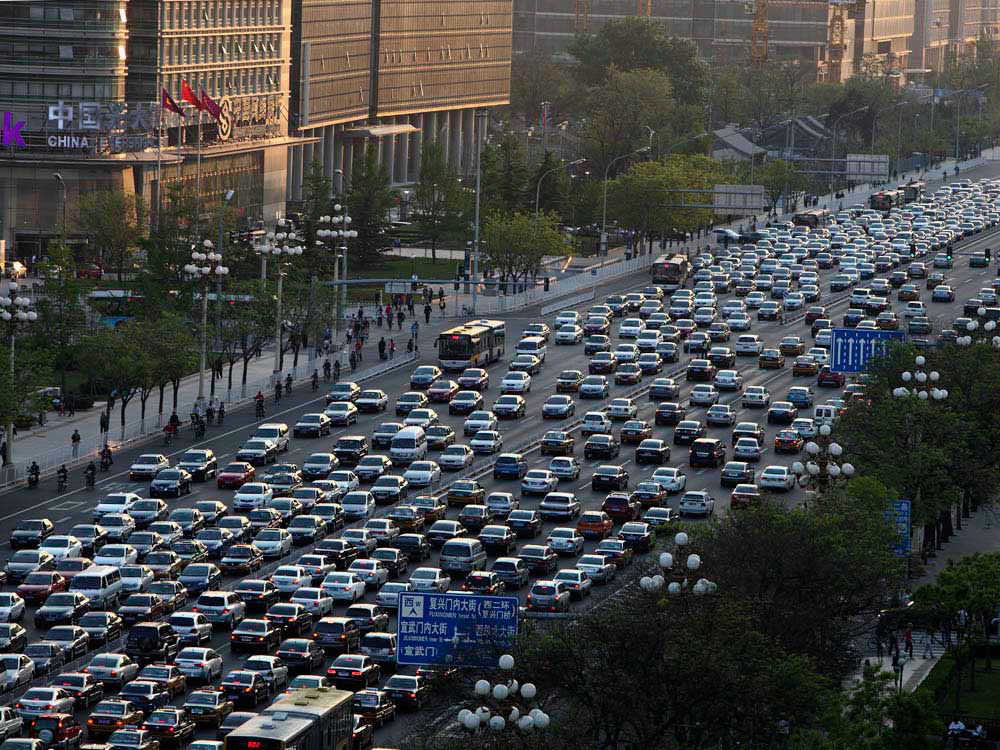
Cộng hòa Nhân dân Trung Hoa trở thành thị trường ô tô lớn nhất thế giới vào năm 2009.

Vào cuối tháng 9 năm 2018, Cộng hòa Nhân dân Trung Hoa có tổng cộng 322 triệu phương tiện động cơ, trong đó có 235 triệu chiếc xe hơi du lịch. Đây là quốc gia có đội xe cơ giới lớn nhất thế giới. Năm 2016, đội xe cơ giới bao gồm 165,6 triệu xe hơi và 28,4 triệu xe tải và xe buýt. Năm 2009, khoảng 13,6 triệu xe được bán, và vào năm 2010, số lượng đăng ký xe cơ giới tăng lên hơn 16,8 triệu chiếc, đại diện cho gần một nửa sự gia tăng của đội xe trên thế giới. Sở hữu xe trên mỗi người đã tăng từ 26,6 xe trên 1000 người vào năm 2006 lên 141,2 vào năm 2016.
Tổng số xe điện cắm sạc hợp pháp trên các tuyến đường, gồm cả các xe sử dụng năng lượng mới tại Trung Quốc đã đạt 2,21 triệu đơn vị vào cuối tháng 9 năm 2018, trong đó, 81% là các xe điện hoàn toàn. Con số này bao gồm cả xe thương mại nặng như xe buýt và xe chở rác, chiếm khoảng 11% tổng số. Trung Quốc cũng là thị trường lớn nhất thế giới về xe buýt điện, đạt khoảng 385,000 đơn vị vào cuối năm 2017.
Số lượng xe ô tô và xe máy ở Trung Quốc tăng gấp 20 lần từ năm 2000 đến 2010. Sự tăng trưởng nảy vọt này đã giúp Trung Quốc trở thành thị trường ô tô mới lớn nhất thế giới, vượt qua Hoa Kỳ vào năm 2009. Tuy nhiên, sở hữu trên mỗi người là 58 xe cơ giới trên 1000 người, tương đương với tỷ lệ 1:17,2 xe đối với mỗi người, vẫn thấp hơn rất nhiều so với mức độ hóa xe của các nước phát triển.

### Hoa Kỳ
| Sự tiến hóa lịch sử của tỷ lệ sở hữu xe cộ ở Hoa Kỳ (Các năm được chọn từ 1900–2016) | Sự tiến hóa lịch sử của tỷ lệ sở hữu xe cộ ở Hoa Kỳ (Các năm được chọn từ 1900–2016) | Sự tiến hóa lịch sử của tỷ lệ sở hữu xe cộ ở Hoa Kỳ (Các năm được chọn từ 1900–2016) | Sự tiến hóa lịch sử của tỷ lệ sở hữu xe cộ ở Hoa Kỳ (Các năm được chọn từ 1900–2016) | Sự tiến hóa lịch sử của tỷ lệ sở hữu xe cộ ở Hoa Kỳ (Các năm được chọn từ 1900–2016) | Sự tiến hóa lịch sử của tỷ lệ sở hữu xe cộ ở Hoa Kỳ (Các năm được chọn từ 1900–2016) |
| Năm                                                                                  | Xe/1000 người                                                                        | Năm                                                                                  | Xe/1000 người                                                                        | Năm                                                                                  | Xe/1000 người                                                                        |
| ------------------------------------------------------------------------------------ | ------------------------------------------------------------------------------------ | ------------------------------------------------------------------------------------ | ------------------------------------------------------------------------------------ | ------------------------------------------------------------------------------------ | ------------------------------------------------------------------------------------ |
| 1900                                                                                 | 0.11                                                                                 | 1940                                                                                 | 245.63                                                                               | 1990                                                                                 | 773.4                                                                                |
| 1905                                                                                 | 0.94                                                                                 | 1945                                                                                 | 221.80                                                                               | 2000                                                                                 | 800.3                                                                                |
| 1910                                                                                 | 5.07                                                                                 | 1950                                                                                 | 323.71                                                                               | 2005                                                                                 | 837.3                                                                                |
| 1920                                                                                 | 86.78                                                                                | 1960                                                                                 | 410.37                                                                               | 2010                                                                                 | 808.4                                                                                |
| 1930                                                                                 | 217.34                                                                               | 1970                                                                                 | 545.35                                                                               | 2015                                                                                 | 821.5                                                                                |
| 1935                                                                                 | 208.6                                                                                | 1980                                                                                 | 710.71                                                                               | 2016                                                                                 | 831.9                                                                                |

Hoa Kỳ có lượng xe cơ giới đứng thứ hai trên thế giới sau Trung Quốc. Đến năm 2016, nước này có tổng cộng 259,14 triệu xe cơ giới, trong đó có 246 triệu xe nhẹ, bao gồm 112,96 triệu ô tô hạng nhẹ và 133 triệu xe tải nhẹ (bao gồm cả các loại SUV). Tại cuối năm 2016, tổng số 11,5 triệu xe tải nặng đã được đăng ký. Tỉ lệ sở hữu xe trên mỗi người ở Hoa Kỳ cũng là cao nhất thế giới, Bộ Năng lượng Hoa Kỳ (USDoE) báo cáo tỷ lệ motor hóa là 831,9 xe đang hoạt động trên mỗi 1000 người vào năm 2016, tức tỷ lệ 1:1,2 xe trên mỗi người.
Theo USDoE, tỷ lệ motor hóa đạt đỉnh vào năm 2007 với 844,5 xe trên mỗi 1000 người. Về số lượng người có giấy phép lái, đến năm 2009, nước này có 1,0 xe cho mỗi người có giấy phép lái, và 1,87 xe trên mỗi hộ gia đình. Số lượng đăng ký ô tô hạng nhẹ tại Hoa Kỳ giảm 11,5% vào năm 2017 và 12,8% vào năm 2018.
Tính đến năm 2016, tại Hoa Kỳ, số lượng các phương tiện sử dụng nhiên liệu thay thế đã bao gồm hơn 20 triệu xe, trong đó có các xe ô tô và xe tải nhẹ có khả năng sử dụng nhiên liệu linh hoạt (flex-fuel). Đây là đội xe linh hoạt lớn thứ hai trên thế giới, chỉ sau Brazil. Tuy nhiên, việc sử dụng thực tế của nhiên liệu etanol đang bị hạn chế do thiếu cơ sở hạ tầng cung cấp nhiên liệu E85.
Liên quan đến phân khúc xe điện, đội xe ô tô hybrid điện tại Hoa Kỳ là đội xe lớn thứ hai trên thế giới, chỉ sau Nhật Bản, với hơn bốn triệu đơn vị được bán ra đến tháng 4 năm 2016. Kể từ khi mẫu xe điện Tesla Roadster ra mắt vào năm 2008, tổng số xe cơ giới sử dụng nhiên liệu plug-in đi trên đường công cộng ở Hoa Kỳ đã vượt qua mốc một triệu đơn vị vào tháng 9 năm 2018. Số lượng xe cơ giới plug-in tại Hoa Kỳ đứng thứ hai sau Trung Quốc (2,21 triệu đến tháng 9 năm 2018).
Tính đến  năm 2017, Hạng phương tiện sử dụng gas tự nhiên của đất nước cũng bao gồm hơn 160,000 xe, chủ yếu là xe buýt đô thị và đội xe giao hàng. Mặc dù kích thước tương đối nhỏ bé, việc sử dụng gas tự nhiên chiếm khoảng 52% tổng lượng nhiên liệu thay thế được tiêu thụ bởi các phương tiện sử dụng nhiên liệu vận chuyển thay thế tại Hoa Kỳ vào năm 2009.

### Châu Âu

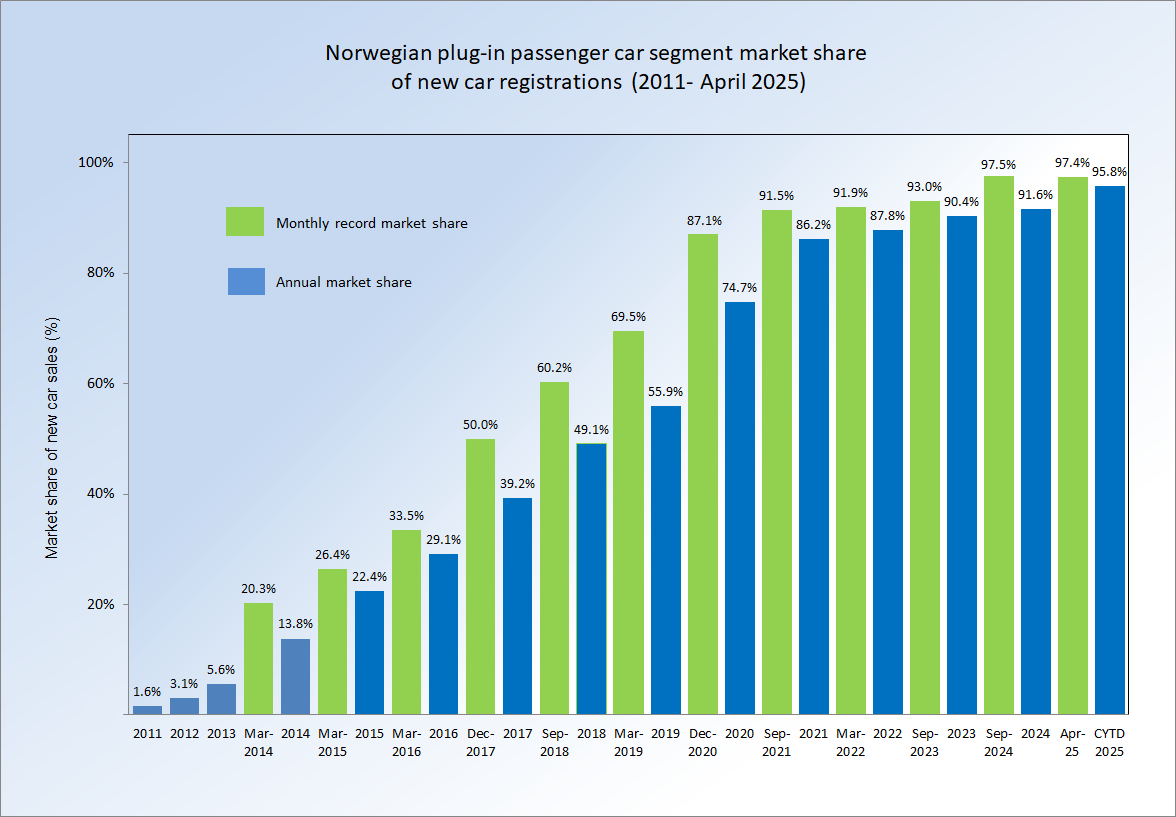
Sự phát triển lịch sử của phân khúc ô tô điện sạc tỉ lệ thị phần trên thị trường ô tô mới tại Na Uy và các bản ghi hàng tháng từ năm 2011 đến 2021. Nguồn: Hiệp hội Đường bộ Na Uy (OFV) và Hiệp hội Ô tô điện Na Uy (Norwegian EV Association)

27 quốc gia thành viên Liên minh châu Âu (EU-27) có một đội xe hơn 256 triệu vào năm 2008, trong đó ô tô du lịch chiếm 87% của đội xe của liên minh. Năm thị trường lớn nhất, Đức (17,7%), Ý (15,4%), Pháp (13,3%), Vương quốc Anh (12,5%) và Tây Ban Nha (9,5%), chiếm 68% tổng đội xe đăng ký của khu vực vào năm 2008. Các quốc gia thành viên EU-27 đã có tỷ lệ sở hữu ước tính là 473 ô tô du lịch trên mỗi 1000 người vào năm 2009.
Theo Ward's, Ý có tỷ lệ sở hữu phương tiện cá nhân hàng đầu thứ hai (sau Hoa Kỳ) vào năm 2010, với 690 xe trên mỗi 1000 người. Đức có tỷ lệ motor hóa là 534 xe trên mỗi 1000 người và Vương quốc Anh có 525 xe trên mỗi 1000 người, cả hai năm 2008. Pháp có tỷ lệ 575 xe trên mỗi 1000 người và Tây Ban Nha có 608 xe trên mỗi 1000 người vào năm 2007. Bồ Đào Nha, từ năm 1991 đến 2002, tăng 220% về tỷ lệ motor hóa, với 560 xe trên mỗi 1000 người vào năm 2002.
Ở Ý, có một đội xe sử dụng khí tự nhiên có tên gọi là NGV với hơn 779,000 xe, tính đến tháng 6 năm 2012. Đây là đội xe sử dụng khí tự nhiên lớn nhất ở châu Âu. Ngoài ra, ở Thụy Điển, có hơn 225,000 xe linh hoạt có khả năng sử dụng nhiều loại nhiên liệu khác nhau. Điều này giúp Thụy Điển trở thành nước có đội xe linh hoạt lớn nhất tại châu Âu vào giữa năm 2011.
Tại châu Âu, xe điện nạp vào ổ cắm ngày càng được ưa chuộng. Đến tháng 6 năm 2018, đã có hơn một triệu xe điện nạp vào ổ cắm đăng ký tại châu lục này. Điều này làm cho châu Âu trở thành khu vực có lượng xe điện nạp vào ổ cắm thứ hai lớn nhất thế giới, chỉ sau Trung Quốc.
Tuy nhiên, thị trường tiên phong về xe điện nạp vào ổ cắm ở châu Âu lại thuộc về Na Uy. Đến tháng 12 năm 2020, đã có gần 500,000 xe điện nạp vào ổ cắm đăng ký ở Na Uy. Thậm chí, vào tháng 10 năm 2018, Na Uy trở thành quốc gia đầu tiên trên thế giới có tỷ lệ 10% xe chở khách trên đường là xe điện nạp vào ổ cắm.
Phần trăm thị trường xe điện nạp vào ổ cắm ở Na Uy cũng rất cao, vượt trội so với các quốc gia khác. Vào năm 2017, xe điện nạp vào ổ cắm chiếm 39.2% thị trường, tăng lên 49.1% vào năm 2018, và đạt mức ấn tượng 74.7% vào năm 2020. Điều này thể hiện sự chuyển đổi mạnh mẽ về sử dụng xe điện nạp vào ổ cắm ở Na Uy.

### Nhật Bản
Vào năm 2010, Nhật Bản đã có tổng cộng 73.9 triệu phương tiện và từng là quốc gia có dàn xe hơi lớn thứ hai trên thế giới cho đến năm 2009. Đến thời điểm năm 2016, dàn xe đã đăng ký ở Nhật Bản đạt tổng số 75.81 triệu xe, trong đó có 61.40 triệu ô tô và 14.41 triệu xe tải và xe buýt. Nhật Bản cũng sở hữu dàn xe xe hybrid điện lớn nhất trên toàn cầu. Và tính đến tháng 3 năm 2018, đã có 7.51 triệu xe hybrid đăng ký tại đây, không tính các xe kei car, chiếm tỷ lệ 19.0% trong tổng số xe hơi du lịch đang lưu thông trên đường.

### Brasil
Dàn xe hơi của Brasil đã tăng lên 64.8 triệu xe vào năm 2010, so với con số 29.5 triệu vào năm 2000, biểu thị tăng trưởng 119% trong mười năm và đạt tỷ lệ 340 xe cho mỗi 1000 người. Năm 2010, Brasil đã có tốc độ tăng dàn xe lớn thứ hai trên thế giới sau Trung Quốc, với 2.5 triệu đăng ký xe.
Tính đến năm 2018, Brasil sở hữu dàn xe chạy nhiên liệu thay thế lớn nhất thế giới với khoảng 40 triệu xe máy chạy nhiên liệu thay thế trên đường. Dàn xe sạch bao gồm 30.5 triệu xe linh hoạt chạy nhiều loại nhiên liệu và xe thương mại nhẹ flexible-fuel, cùng với hơn 6 triệu chiếc xe mô tô linh hoạt chạy nhiều loại nhiên liệu vào tháng 3 năm 2018; cùng khoảng từ 2.4 đến 3.0 triệu xe chạy ethanol tinh khiết vẫn đang hoạt động, trong số 5.7 triệu xe nhẹ chỉ sử dụng ethanol sản xuất từ năm 1979; và, tính đến tháng 12 năm 2012, tổng cộng có 1.69 triệu xe sử dụng khí tự nhiên.
Hơn nữa, tất cả các xe chạy xăng tại Brasil đều được thiết kế để hoạt động với hỗn hợp ethanol cao, có thể lên đến 25% nhiên liệu ethanol (E25). Tỷ lệ xe linh hoạt chạy nhiều loại nhiên liệu đã chiếm 88.6% trong tổng số các xe du lịch đăng ký năm 2017.

### Ấn Độ
Vào năm 2010, dàn xe ô tô của Ấn Độ đã có tốc độ tăng trưởng cao thứ hai sau Trung Quốc, với mức 8.9%. Từ 19.1 triệu xe vào năm 2009, dàn xe đã tăng lên 20.8 triệu xe vào năm 2010. Đến tháng 3 năm 2015, tổng số xe ô tô ở Ấn Độ đã tăng lên 210 triệu xe. Ấn Độ cũng có một dàn xe chạy bằng khí tự nhiên với tổng cộng 1.1 triệu xe tính đến tháng 12 năm 2011.

### Úc
Vào tháng 1 năm 2011, dàn xe ô tô tại Úc đã có tổng cộng 16.4 triệu xe đã đăng ký, và tỷ lệ sở hữu đạt 730 xe ô tô cho mỗi 1000 người, tăng từ 696 xe ô tô cho mỗi 1000 cư dân vào năm 2006. Từ năm 2006 đến nay, dàn xe ô tô đã tăng thêm 14.5%, với tỷ lệ tăng trung bình 2.7% mỗi năm trong khoảng thời gian năm năm.

### So sánh theo khu vực
Bảng dưới đây so sánh tỷ lệ sở hữu xe ô tô theo khu vực với Hoa Kỳ, quốc gia có tỷ lệ xe hơi hóa cao nhất trên thế giới, và cách tỷ lệ này đã thay đổi từ năm 1999 đến 2016.
| So sánh tỷ lệ xe hơi hóa theo khu vực và một số quốc gia đã chọn (1999 và 2016) (xe cho mỗi 1000 người) | So sánh tỷ lệ xe hơi hóa theo khu vực và một số quốc gia đã chọn (1999 và 2016) (xe cho mỗi 1000 người) | So sánh tỷ lệ xe hơi hóa theo khu vực và một số quốc gia đã chọn (1999 và 2016) (xe cho mỗi 1000 người) | So sánh tỷ lệ xe hơi hóa theo khu vực và một số quốc gia đã chọn (1999 và 2016) (xe cho mỗi 1000 người) |
| --- | --- | --- | --- |
| Quốc gia/Khu vực                                                                                        | 1999 | 2006 | 2016 |
| Châu Phi                                                                                                | 20.9 | 25.2 | 38.9 |
| Châu Á, Viễn Đông                                                                                       | 39.1 | 49.7 | 105.6                                                                                                   |
| Châu Á, Trung Đông                                                                                      | 66.2 | 99.8 | 147.4                                                                                                   |
| Brasil                                                                                                  | 107.5                                                                                                   | 129.0                                                                                                   | 209.3                                                                                                   |
| Canada                                                                                                  | 560.0                                                                                                   | 599.6                                                                                                   | 686.3                                                                                                   |
| Trung và Nam Mỹ                                                                                         | 133.6                                                                                                   | 102.4                                                                                                   | 174.7                                                                                                   |
| Trung Quốc                                                                                              | 10.2 | 26.6 | 141.2                                                                                                   |
| Đông Âu                                                                                                 | 370.0                                                                                                   | 254.4                                                                                                   | 362.1                                                                                                   |
| Tây Âu                                                                                                  | 528.8                                                                                                   | 593.7                                                                                                   | 606.0                                                                                                   |
| Ấn Độ                                                                                                   | 8.3 | 11.6 | 36.3 |
| Indonesia                                                                                               | 13.7 | 31.7 | 87.2 |
| Thái Bình Dương                                                                                         | 513.9                                                                                                   | 524.7                                                                                                   | 634.9                                                                                                   |
| Hoa Kỳ                                                                                                  | 790.1                                                                                                   | 840.7                                                                                                   | 831.9                                                                                                   |

## Sản xuất theo quốc gia
Trong năm 2017, tổng cộng đã sản xuất 97.3 triệu ô tô và xe thương mại trên toàn cầu. Trong đó, Trung Quốc đứng đầu với khoảng 29 triệu xe ô tô được sản xuất, tiếp theo là Hoa Kỳ với 11.2 triệu xe và Nhật Bản với 9.7 triệu xe. Bảng dưới đây liệt kê 15 quốc gia sản xuất hàng đầu trong năm 2017 cùng với sản lượng hàng năm tương ứng của họ từ năm 2004 đến 2017.
| Thứ hạng toàn cầu năm 2017 | Quốc gia       | 2017       | 2016       | 2015       | 2014       | 2013       | 2012       | 2011       | 2010       | 2009       | 2008       | 2007       | 2006       | 2005       | 2004       |
| -------------------------- | -------------- | ---------- | ---------- | ---------- | ---------- | ---------- | ---------- | ---------- | ---------- | ---------- | ---------- | ---------- | ---------- | ---------- | ---------- |
| 1                          | Trung Quốc     | 29,015,434 | 28,118,794 | 24,503,326 | 23,722,890 | 22,116,825 | 19,271,808 | 18,418,876 | 18,264,761 | 13,790,994 | 9,299,180  | 8,882,456  | 7,188,708  | 5,717,619  | 5,234,496  |
| 2                          | Hoa Kỳ         | 11,189,985 | 12,198,137 | 12,100,095 | 11,660,699 | 11,066,432 | 10,335,765 | 8,661,535  | 7,743,093  | 5,709,431  | 8,672,141  | 10,780,729 | 11,263,986 | 11,946,653 | 11,989,387 |
| 3                          | Nhật Bản       | 9,693,746  | 9,204,590  | 9,278,238  | 9,774,558  | 9,630,181  | 9,943,077  | 8,398,630  | 9,628,920  | 7,934,057  | 11,575,644 | 11,596,327 | 11,484,233 | 10,799,659 | 10,511,518 |
| 4                          | Đức            | 5,645,581  | 6,062,562  | 6,033,164  | 5,907,548  | 5,718,222  | 5,649,260  | 6,146,948  | 5,905,985  | 5,209,857  | 6,045,730  | 6,213,460  | 5,819,614  | 5,757,710  | 5,569,954  |
| 5                          | Ấn Độ          | 4,782,896  | 4,488,965  | 4,125,744  | 3,840,160  | 3,898,425  | 4,174,713  | 3,927,411  | 3,557,073  | 2,641,550  | 2,332,328  | 2,253,729  | 2,019,808  | 1,638,674  | 1,511,157  |
| 6                          | Hàn Quốc       | 4,114,913  | 4,228,509  | 4,555,957  | 4,524,932  | 4,521,429  | 4,561,766  | 4,657,094  | 4,271,741  | 3,512,926  | 3,826,682  | 4,086,308  | 3,840,102  | 3,699,350  | 3,469,464  |
| 7                          | Mexico         | 4,068,415  | 3,597,462  | 3,565,469  | 3,365,306  | 3,054,849  | 3,001,814  | 2,681,050  | 2,342,282  | 1,561,052  | 2,167,944  | 2,095,245  | 2,045,518  | 1,684,238  | 1,577,159  |
| 8                          | Tây Ban Nha    | 2,848,335  | 2,885,922  | 2,733,201  | 2,402,978  | 2,163,338  | 1,979,179  | 2,373,329  | 2,387,900  | 2,170,078  | 2,541,644  | 2,889,703  | 2,777,435  | 2,752,500  | 3,012,174  |
| 9                          | Brazil         | 2,699,672  | 2,156,356  | 2,429,463  | 3,146,118  | 3,712,380  | 3,402,508  | 3,407,861  | 3,381,728  | 3,182,923  | 3,215,976  | 2,977,150  | 2,611,034  | 2,530,840  | 2,317,227  |
| 10                         | Pháp           | 2,227,000  | 2,082,000  | 1,970,000  | 1,817,000  | 1,740,000  | 1,967,765  | 2,242,928  | 2,229,421  | 2,047,693  | 2,568,978  | 3,015,854  | 3,169,219  | 3,549,008  | 3,665,990  |
| 11                         | Canada         | 2,199,789  | 2,370,271  | 2,283,474  | 2,393,890  | 2,379,834  | 2,463,364  | 2,135,121  | 2,068,189  | 1,490,482  | 2,082,241  | 2,578,790  | 2,572,292  | 2,687,892  | 2,711,536  |
| 12                         | Thái Lan       | 1,988,823  | 1,944,417  | 1,915,420  | 1,880,007  | 2,457,057  | 2,429,142  | 1,457,798  | 1,644,513  | 999,378    | 1,393,742  | 1,287,346  | 1,194,426  | 1,122,712  | 927,981    |
| 13                         | Vương Quốc Anh | 1,749,385  | 1,816,622  | 1,682,156  | 1,598,879  | 1,597,872  | 1,576,945  | 1,463,999  | 1,393,463  | 1,090,139  | 1,649,515  | 1,750,253  | 1,648,388  | 1,803,109  | 1,856,539  |
| 14                         | Thổ Nhĩ Kỳ     | 1,695,731  | 1,485,927  | 1,358,796  | 1,170,445  | 1,125,534  | 1,072,978  | 1,189,131  | 1,094,557  | 869,605    | 1,147,110  | 1,099,413  | 987,780    | 879,452    | 823,408    |
| 15                         | Nga            | 1,551,293  | 1,303,989  | 1,384,399  | 1,886,646  | 2,184,266  | 2,233,103  | 1,990,155  | 1,403,244  | 725,012    | 1,790,301  | 1,660,120  | 1,508,358  | 1,354,504  | 1,386,127  |
|                            | World total    | 97,302,534 | 94,976,569 | 90,780,583 | 89,747,430 | 87,507,027 | 84,236,171 | 79,880,920 | 77,583,519 | 61,762,324 | 70,729,696 | 73,266,061 | 69,222,975 | 66,719,519 | 64,496,220 |